# سد محمودآباد
 سد محمودآباد  یکی از سدهای در حال بهره برداری استان زنجان است.